# Ганновер (аэропорт)
Аэропорт Ганновер (нем. Flughafen Hannover, маркетинговое название Hannover Airport, ранее аэропорт Ганновер-Лангенхаген), — международный аэропорт в городе Лангенхаген (Регион Ганновер). Является 8-м по пассажиропотоку аэропортом в Германии (2022).

## История
Аэропорт Лангенхаген был создан в 1945 году на основе военного аэродрома, о чём напоминают сохранившиеся военные казармы в его северной части. В 1950 году начались подготовительные работы для переустройства аэропорта в гражданский и как запасной к уже имеющемуся аэропорту «Ганновер-Фарэнвальд» (ныне не существует), поскольку последний находился в черте города и не мог больше расширяться. В июле 1951 года управление гражданской авиации выдало разрешение строительной фирме «Флюгхафэн Баугезэльшафт» (нем. Flughafen Baugesellschaft) на проведение строительных работ, и уже 28 ноября того же года началось строительство. Через 5 месяцев, 26 апреля 1952 года, объект был сдан в эксплуатацию с ВПП длиной 1680 м (южная полоса).
В 1956 году стартовали первые туристические полеты на Мальорку и в Коста Брава.
7 октября 1956 году Люфтганза открыла рейс по маршруту Гамбург — Ганновер — Франкфурт, на котором были задействованы самолёты марки Douglas DC-3.
В 1957 году 4 фирмами-организаторами полётов насчитывалось уже 130 чартерных рейсов.

## Авиакомпании и направления
| Авиакомпании                | Пункты назначения |
| --------------------------- | --- |
| Aegean Airlines             | Салоники |
| Air Astana                  | Сезонные: Костанай |
| Air France                  | Париж |
| Air Serbia                  | Ниш |
| AlMasria Universal Airlines | Хургада |
| British Airways             | Лондон |
| Brussels Airlines           | Брюссель |
| Condor                      | Анталья, Задар, Кавала, Керкира, Ламеция-Терме, Лансароте, Лас-Пальмас-де-Гран-Канария, Ольбия, Пальма-де-Мальорка, Родос, Самос, Санта-Крус-де-Ла-Пальма, Сплит, Тенерифе, Фуншал, Херес-де-ла-Фронтера                                      |
| Eurowings                   | Вена, Ибица, Ираклион, Кальяри, Катания, Кос, Неаполь, Ольбия, Пальма-де-Мальорка, Риека, Салоники, Сплит, Штутгарт |
| Finnair                     | Хельсинки |
| flybe                       | Бирмингем, Манчестер |
| KLM                         | Амстердам |
| Lot                         | Варшава |
| Laudamotion                 | Пальма-де-Мальорка |
| Lufthansa                   | Мюнхен, Франкфурт-на-Майне |
| Montenegro Airlines         | Тиват |
| Nouvelair                   | Монастир |
| Onur Air                    | Анталья |
| Pegasus                     | Анталья, Стамбул |
| Scandinavian Airlines       | Копенгаген |
| SunExpress                  | Адана, Анкара, Анталья, Бодрум, Газиантеп, Измир, Кайсери |
| SunExpress Deutschland      | Адана, Бейрут, Варна, Диярбакыр, Хургада, Элязыг |
| Swiss                       | Цюрих |
| Tuifly                      | Агадир, Даламан, Ибица, Ираклион, Керкира, Кос, Лансароте, Лас-Пальмас-де-Гран-Канария, Мальта, Марса-Алам, Менорка, Пальма-де-Мальорка, Патры, Родос, Тенерифе, Триест, Фару, Фуншал, Фуэртевентура, Херес-де-ла-Фронтера, Хургада, Эспаргос |
| Turkish Airlines            | Стамбул |
| Vueling                     | Барселона |
| Wizz Air                    | Будапешт, Бухарест, Киев, Скопье |